# Celsitani
Les Celsitani  sont un ancien peuple antique de Sardaigne.

## Histoire
Décrits par Ptolémée (III, 3), les Celsitani habitaient au Sud des Rucensi et au Nord des Scapitani et des Siculensi.